# Драматический театр (Русе)
Драматический театр им. Савы Огнянова является государственным театром в городе Русе.
Здание театра 1902 года постройки является памятником архитектуры XX века.

## История

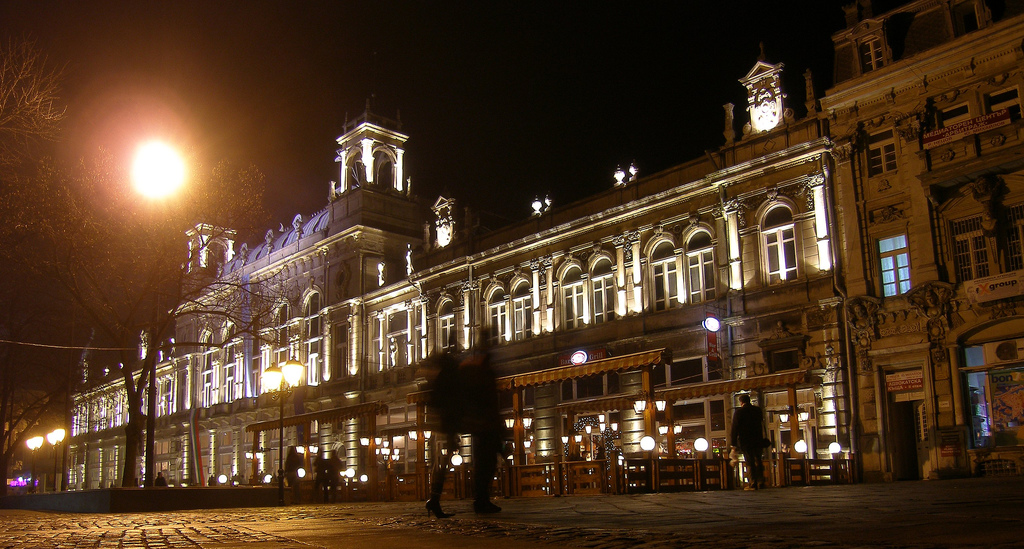
Здание театра ночью (2006)

Театр был создан в 1907 году в результате объединения нескольких любительских театральных трупп и изначально назывался городской театр.
9 апреля 1942 года указом царя Бориса III театр получил статус государственного драматического театра, с этого времени он получает финансирование по линии министерства культуры Болгарии.